# 費興巴赫河
47°26′25″N 11°12′39″E / 47.44034°N 11.21077°E

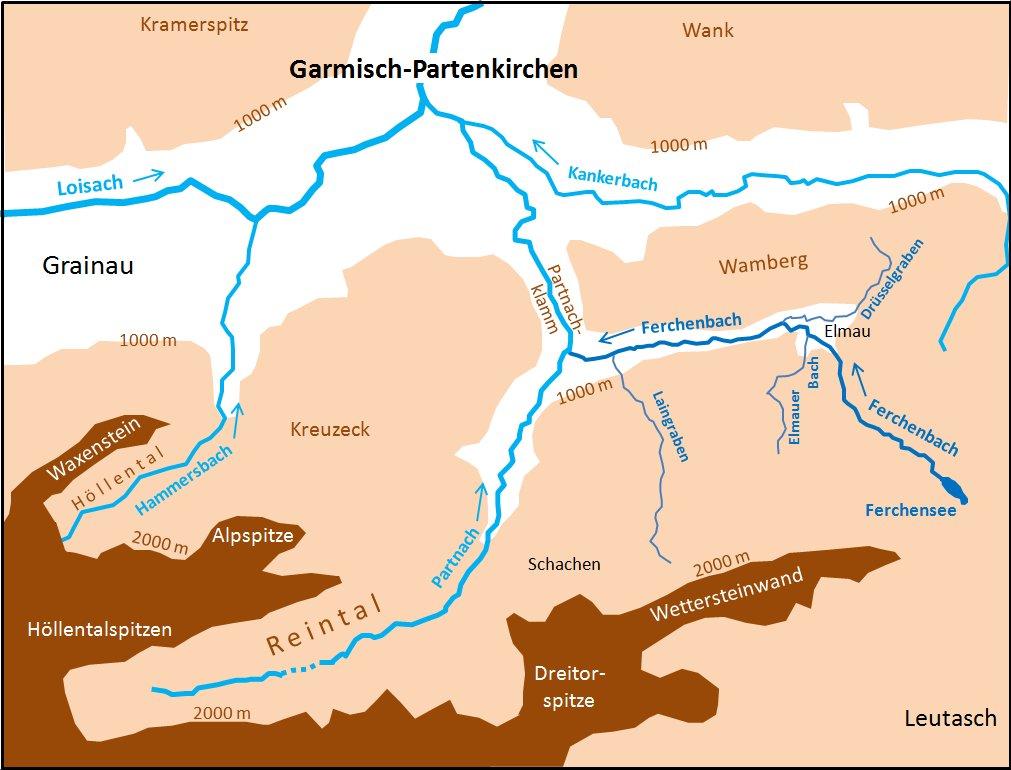

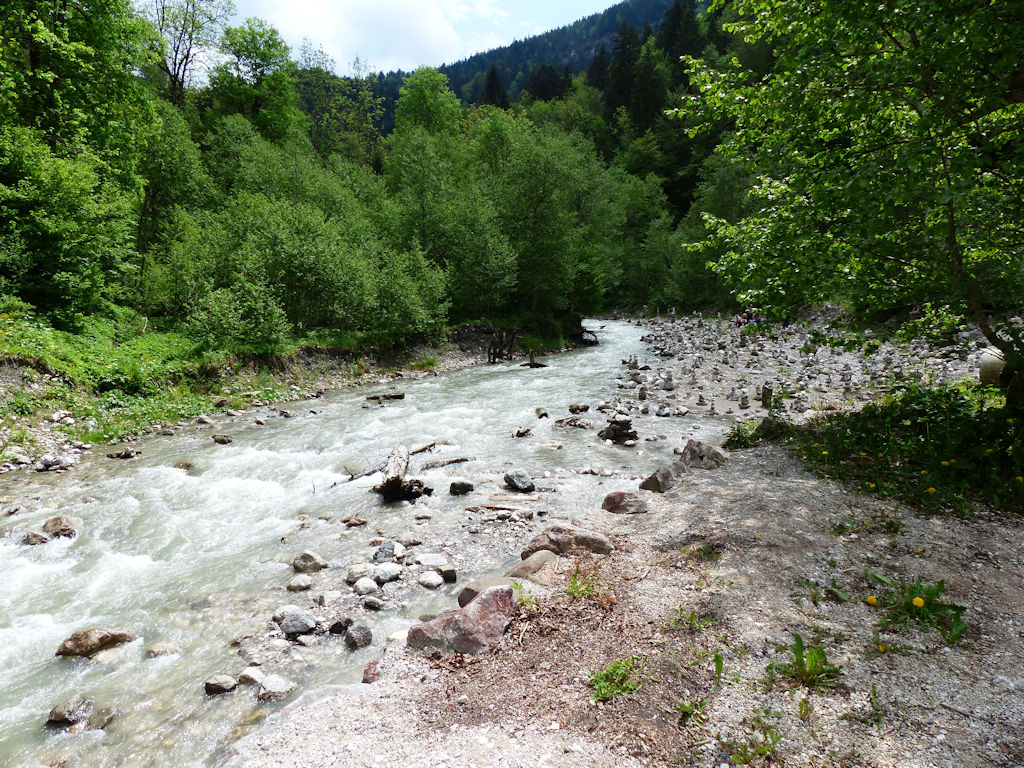

費興巴赫河是德國的河流，位於該國東南部，由巴伐利亞負責管轄，屬於帕爾特納赫河的支流，河道全長10.5公里，發源自費興湖。